# Brązowanie
Brązowanie – technika zdobnicza, polegająca na nanoszeniu na odpowiednio przygotowaną powierzchnię druku specjalnej farby podkładowej, na którą następnie posypuje się drobne płatki brązu. Płatki te mają grubość około 0,001 mm, są polerowane i zabezpieczone przed działaniem czynników atmosferycznych, co pozwala uzyskać intensywny, metaliczny połysk przewyższający efekt tradycyjnego druku. Brąz wykonuje się głównie z miedzi, stopów miedzi oraz aluminium, co nadaje mu różne odcienie kolorystyczne – od czerwonego i brązowego po złoty i srebrny. Proces brązowania jest realizowany za pomocą druku offsetowego lub typograficznego i wymaga specjalnych materiałów, takich jak papier i farby, które muszą spełniać określone wymagania, co czyni go trudnym do wykonania. Ze względu na szkodliwość pyłu metalicznego oraz dostępność tańszych i bezpieczniejszych metod zdobienia, brązowanie stopniowo wypierane jest z praktyki introligatorskiej, zwłaszcza przy produkcji opakowań i innych wyrobów akcydensowych.